# Montenegrinischer Fußballpokal 2009/10
Der Montenegrinischer Fußballpokal 2009/10 (Kup Crne Gore) war die vierte Austragung des Pokalwettbewerbs im Fußball in Montenegro seit der Unabhängigkeit im Juni 2006. Pokalsieger wurde der FK Rudar Pljevlja, der sich im Finale gegen den FK Budućnost Podgorica durchsetzte. Titelverteidiger OFK Petrovac war im Halbfinale gegen den späteren Sieger ausgeschieden.
Da Rudar auch die Meisterschaft gewann und an der UEFA Champions League teilnahm, der unterlegene Finalist als Vizemeister bereits für die Europa League qualifiziert war, ging der Platz an den Liganächsten FK Zeta Golubovci.

## Modus
In der 1. Runde wurde der Sieger in einem Spiel ermittelt. Stand es nach der regulären Spielzeit von 90 Minuten unentschieden, kam es ohne Verlängerung direkt zum Elfmeterschießen.
Im Achtel-, Viertel- und Halbfinale wurden die Sieger in Hin- und Rückspiel ermittelt. Bei Torgleichheit entschied zunächst die Anzahl der auswärts erzielten Tore, danach ohne Verlängerung ein Elfmeterschießen.
Das Finale wurde dagegen im Falle eines Remis zunächst verlängert und gegebenenfalls durch Elfmeterschießen entschieden.

## Teilnehmende Teams
| Prva Liga (12) | Druga Liga (12) | Treća Liga (6) |
| --- | --- | --- |
| - FK Berane - FK Budućnost Podgorica - FK Dečić Tuzi - FK Grbalj Radanovići - FK KOM Podgorica - FK Lovćen Cetinje - FK Mogren Budva - FK Mornar Bar - OFK Petrovac - FK Rudar Pljevlja - FK Sutjeska Nikšić - FK Zeta Golubovci | - OFK Bar - FK Bokelj Kotor - FK Bratsvo Cijevna - Crvena Stijena Podgorica - FK Čelik Nikšić - FK Gusinje - FK Ibar Rožaje - FK Jedinstvo Bijelo Polje - FK Jezero Plav - FK Mladost Podgorica - FK Otrant Ulcinj - FK Zabjelo | - FK Petnjica (Sieger Nord) - FK Pljevlja 1997 (Finalist Nord) - FK Iskra Danilovgrad (Sieger Zentrum) - FK Drezga (Finalist Zentrum) - FK Arsenal Tivat (Sieger Süd) - FK Sloga Bar (Finalist Süd) |

## 1. Runde
Die letztjährigen Finalisten OFK Petrovac und FK Lovćen Cetinje erhielten ein Freilos.
| Datum      |                           | Ergebnis        |                      |
| ---------- | ------------------------- | --------------- | -------------------- |
| 16.09.2009 | Crvena Stijena Podgorica  | 0:2             | FK Grbalj Radanovići |
| 16.09.2009 | FK Čelik Nikšić           | 0:0 (5:3 i. E.) | FK Mogren Budva      |
| 16.09.2009 | FK Jedinstvo Bijelo Polje | 2:0             | FK Berane            |
| 16.09.2009 | FK Gusinje                | 0:2             | FK Dečić Tuzi        |
| 16.09.2009 | FK Sloga Bar              | 0:7             | FK Rudar Pljevlja    |
| 16.09.2009 | FK Budućnost Podgorica    | 2:1             | FK Otrant Ulcinj     |
| 16.09.2009 | FK KOM Podgorica          | 1:2             | FK Jezero Plav       |
| 16.09.2009 | FK Pljevlja 1997          | 1:2             | FK Zeta Golubovci    |
| 16.09.2009 | FK Iskra Danilovgrad      | 2:3             | FK Sutjeska Nikšić   |
| 16.09.2009 | FK Mornar Bar             | 1:0             | FK Bratsvo Cijevna   |
| 16.09.2009 | FK Petnjica               | 0:5             | FK Mladost Podgorica |
| 16.09.2009 | FK Drezga                 | 0:0 (5:3 i. E.) | FK Ibar Rožaje       |
| 16.09.2009 | OFK Bar                   | 1:0             | FK Zabjelo           |
| 16.09.2009 | FK Arsenal Tivat          | 1:1 (1:3 i. E.) | FK Bokelj Kotor      |

## Achtelfinale
| Datum             |                           | Gesamt |                      | Hinspiel | Rückspiel |
| ----------------- | ------------------------- | ------ | -------------------- | -------- | --------- |
| 21.10./03.11.2009 | FK Zeta Golubovci         | 1:2    | OFK Bar              | 0:2      | 1:0       |
| 21.10./04.11.2009 | FK Bokelj Kotor           | 1:8    | FK Grbalj Radanovići | 0:4      | 1:4       |
| 21.10./04.11.2009 | FK Jezero Plav            | 04:10  | FK Mladost Podgorica | 1:4      | 3:6       |
| 21.10./04.11.2009 | FK Jedinstvo Bijelo Polje | 1:3    | FK Rudar Pljevlja    | 0:2      | 1:1       |
| 21.10./04.11.2009 | FK Čelik Nikšić           | 1:5    | FK Mornar Bar        | 1:3      | 0:2       |
| 21.10./04.11.2009 | FK Dečić Tuzi             | 0:3    | FK Sutjeska Nikšić   | 0:1      | 0:2       |
| 21.10./04.11.2009 | FK Drezga                 | 0:7    | OFK Petrovac         | 0:3      | 0:4       |
| 21.10./04.11.2009 | FK Budućnost Podgorica    | 4:0    | FK Lovćen Cetinje    | 2:0      | 2:0       |

## Viertelfinale
| Datum             |                        | Gesamt |                      | Hinspiel | Rückspiel |
| ----------------- | ---------------------- | ------ | -------------------- | -------- | --------- |
| 25.11./09.12.2009 | FK Mornar Bar          | 1:6    | FK Rudar Pljevlja    | 0:0      | 1:6       |
| 22.10./05.11.2009 | OFK Petrovac           | 4:2    | OFK Bar              | 1:1      | 3:1       |
| 25.11./09.12.2009 | FK Mladost Podgorica   | 4:6    | FK Grbalj Radanovići | 1:2      | 3:4       |
| 22.10./05.11.2009 | FK Budućnost Podgorica | 2:1    | FK Sutjeska Nikšić   | 1:1      | 1:0       |

## Halbfinale
| Datum             |                      | Gesamt |                        | Hinspiel | Rückspiel |
| ----------------- | -------------------- | ------ | ---------------------- | -------- | --------- |
| 14.04./28.04.2010 | FK Grbalj Radanovići | 2:4    | FK Budućnost Podgorica | 0:1      | 2:3       |
| 14.04./28.04.2010 | FK Rudar Pljevlja    | 2:1    | OFK Petrovac           | 2:1      | 0:0       |

## Finale
| Paarung                | FK Budućnost Podgorica – FK Rudar Pljevlja |
| Ergebnis               | 1:2 (0:2) |
| Datum                  | 19. Mai 2010 um 20:30 Uhr MESZ |
| Stadion                | Gradski Stadion pod Goricom, Podgorica |
| Zuschauer              | 7.000 |
| Schiedsrichter         | Jovan Kaluđerović |
| Tore                   | 0:1 Ranđelović (4., Foulelfmeter) 0:2 Igumanović (36.) 1:2 Stolica (84.) |
| FK Budućnost Podgorica | Mileta Radulović – Slobodan Mazić, Milan Radulović, Goran Perišić, Slobodan Lakićević (32. Nikola Vukčević) – Ivan Delić (43. Ivan Vuković), Abraham Kudemor, Dražen Ajković, Dragan Bošković (70. Ilija Stolica) – Petar Vukčević, Fatos Bećiraj Cheftrainer: Nenad Vukčević           |
| FK Rudar Pljevlja      | Miloš Radanović – Bojan Ivanović, Blažo Igumanović, Mijuško Bojović, Veselin Bojić – Nikola Sekulić, Neđeljko Vlahović, Predrag Brnović (68. Dušan Mićić), Nermin Useni – Predrag Ranđelović, Ivica Jovanović (41. Danilo Tomić, 90.+1' Ferid Idrizović) Cheftrainer: Nebojša Vignjević |
| Gelbe Karten           | Ajković – Tomić |
| Platzverweise          | Perišić (3.) – keine |